# Van Dyke Brooke
Pour les articles homonymes, voir Brooke.
Van Dyke Brooke est un réalisateur, acteur et scénariste américain né le 22 juin 1859 à Détroit, Michigan (États-Unis), mort le 17 septembre 1921 à Saratoga Springs (États-Unis).

## Filmographie

### Comme réalisateur
- 1908 : The Reprieve: An Episode in the Life of Abraham Lincoln (en)
- 1908 : The Guilty Conscience
- 1908 : The Gypsy's Revenge
- 1908 : Buried Alive
- 1908 : The Dumb Witness
- 1908 : Stolen Plans or The Boy Detective
- 1908 : Duty Versus Revenge
- 1908 : Leah the Forsaken
- 1908 : The Witch
- 1908 : The Stage-Struck Daughter
- 1908 : A Jealous Old Maid; or, No One to Love Her
- 1908 : The Inn of Death: An Adventure in the Pyrenees Mountains
- 1908 : Slippery Jim's Repentance
- 1908 : Slumberland
- 1908 : The Flower Girl of Paris
- 1909 : We Must Do Our Best (en)
- 1909 : A Sister's Love: A Tale of the Franco-Prussian War
- 1909 : A Colonial Romance
- 1909 : The Deacon's Love Letters
- 1909 : Jessie, the Stolen Child
- 1909 : The Honor of the Slums
- 1909 : The Poor Musician
- 1909 : The Lost Sheep
- 1909 : The Sculptor's Love
- 1909 : A False Accusation
- 1909 : The Empty Sleeve, or Memories of Bygone Days
- 1909 : Caught at Last
- 1909 : The Plot That Failed
- 1909 : The Foundling
- 1909 : Led Astray
- 1909 : Mine at Last
- 1909 : For Her Sweetheart's Sake
- 1909 : The Artist's Revenge
- 1909 : Borrowed Clothes; or, Fine Feathers Make Fine Birds
- 1909 : Judge Not That Ye Be Not Judged
- 1909 : The Evil That Men Do
- 1909 : The Fisherman; Or, Men Must Work and Women Must Weep
- 1909 : The Hunchback
- 1909 : The Little Father; or, The Dressmaker's Loyal Son
- 1909 : The Siren's Necklace
- 1909 : Les Miserables (Part II)
- 1909 : The Scales of Justice
- 1909 : Betty's Choice (+ scénariste)
- 1909 : Les Misérables (Part III)
- 1909 : The Power of the Press
- 1910 : Conscience
- 1910 : Capital vs. Labor
- 1910 : Convict No. 796
- 1910 : Love of Chrysanthemum
- 1910 : The Peacemaker
- 1910 : A Dixie Mother
- 1911 : The Wooing of Winifred
- 1911 : The Show Girl
- 1911 : The Sacrifice
- 1911 : The Sleep Walker
- 1911 : A Geranium
- 1911 : She Came, She Saw, She Conquered
- 1911 : Two Wolves and a Lamb
- 1911 : For Love and Glory
- 1911 : Captain Barnacle's Baby
- 1911 : The Second Honeymoon
- 1911 : Wages of War
- 1911 : The Thumb Print
- 1911 : A Friendly Marriage
- 1911 : The Child Crusoes (en)
- 1911 : Forgotten; or, An Answered Prayer
- 1911 : Her Hero
- 1911 : Captain Barnacle, Diplomat
- 1911 : An Innocent Burglar
- 1911 : His Last Cent
- 1911 : His Wife's Secret
- 1911 : Love at Gloucester Port
- 1912 : A Romance of Wall Street
- 1912 : Captain Barnacle's Messmates
- 1912 : For the Honor of the Family
- 1912 : The First Violin
- 1912 : The Law or the Lady
- 1912 : The Love of John Ruskin
- 1912 : Mrs. Carter's Necklace
- 1912 : Mrs. 'Enry 'Awkins
- 1912 : Nemesis!
- 1912 : The Jocular Winds of Fate
- 1912 : Captain Jenks' Diplomacy
- 1912 : Counsel for the Defense
- 1912 : The Old Kent Road
- 1912 : Dr. LaFleur's Theory
- 1912 : The Spider's Web
- 1912 : Their Golden Anniversary
- 1912 : Lulu's Doctor
- 1912 : On the Pupil of His Eye
- 1912 : The Foster Child
- 1912 : The Money Kings
- 1912 : Conscience
- 1912 : The Adventure of the Thumb Print
- 1912 : The Adventure of the Retired Army Colonel
- 1912 : The Two Battles
- 1912 : Saving an Audience
- 1912 : Flirt or Heroine
- 1912 : Captain Barnacle's Legacy
- 1912 : Captain Barnacle's Waif
- 1912 : The Adventure of the Italian Model
- 1912 : Mrs. Lirriper's Lodgers
- 1912 : Captain Barnacle, Reformer
- 1912 : Lord Browning and Cinderella
- 1912 : Billy's Burglar
- 1912 : O'Hara, Squatter and Philosopher
- 1912 : Mrs. Lirriper's Legacy
- 1912 : The Night Before Christmas
- 1912 : Ida's Christmas
- 1912 : Two Women and Two Men
- 1912 : The Reincarnation of Karma
- 1913 : O'Hara Helps Cupid
- 1913 : A Trap to Catch a Burglar
- 1913 : Just Show People
- 1913 : Tim Grogan's Foundling
- 1913 : O'Hara's Godchild
- 1913 : The Mouse and the Lion
- 1913 : Dick, the Dead Shot
- 1913 : The Modern Prodigal
- 1913 : Wanted, a Strong Hand
- 1913 : The Artist's Great Madonna
- 1913 : O'Hara and the Youthful Prodigal
- 1913 : Mr. Horatio Sparkins
- 1913 : A Soul in Bondage
- 1913 : Cupid Through a Keyhole
- 1913 : One Can't Always Tell (en)
- 1913 : A Modern Psyche
- 1913 : The Heart of Mrs. Robins
- 1913 : The Bachelor's Baby, or How It All Happened
- 1913 : The Silver Cigarette Case
- 1913 : 'Arriet's Baby
- 1913 : No Sweets
- 1913 : One Over on Cutey
- 1913 : The Tiger Lily
- 1913 : Solitaires
- 1913 : O'Hara as a Guardian Angel
- 1913 : An Old Man's Love Story
- 1913 : Dr. Crathern's Experiment
- 1913 : Better Days
- 1913 : When Glasses Are Not Glasses
- 1913 : The Kiss of Retribution
- 1913 : The Other Woman
- 1913 : Under the Daisies; or, As a Tale That Is Told
- 1913 : The Doctor's Secret
- 1913 : Father's Hatband
- 1913 : The Silver Bachelorhood
- 1913 : An Elopement at Home
- 1913 : Fanny's Conspiracy
- 1913 : The Blue Rose
- 1913 : The Honorable Algernon
- 1914 : The Salvation of Kathleen
- 1914 : Officer John Donovan
- 1914 : The Vavasour Ball
- 1914 : Sawdust and Salome
- 1914 : His Little Page
- 1914 : The Sacrifice of Kathleen
- 1914 : Old Reliable
- 1914 : A Helpful Sisterhood (en)
- 1914 : Cupid Versus Money
- 1914 : Miser Murray's Wedding Present
- 1914 : The Right of Way
- 1914 : A Wayward Daughter
- 1914 : Fogg's Millions
- 1914 : John Rance, Gentleman
- 1914 : Memories in Men's Souls
- 1914 : The Hidden Letters
- 1914 : Politics and the Press
- 1914 : The Loan Shark King
- 1914 : The Peacemaker
- 1914 : Under False Colors
- 1914 : Goodbye Summer (en)
- 1914 : Sunshine and Shadows
- 1914 : A Question of Clothes
- 1915 : A Daughter of Israel
- 1915 : The Barrier of Faith
- 1915 : A Daughter's Strange Inheritance
- 1915 : Janet of the Chorus
- 1915 : Elsa's Brother
- 1915 : A Pillar of Flame
- 1915 : The Criminal
- 1915 : The Dawn of Understanding
- 1915 : The Romance of a Handkerchief
- 1915 : Dorothy
- 1915 : Rags and the Girl
- 1915 : The Gods Redeem
- 1915 : Saints and Sinners
- 1915 : A Question of Right or Wrong
- 1915 : The Crown Prince's Double
- 1916 : Tried for His Own Murder
- 1916 : The Road of Many Turnings
- 1916 : A Caliph of the New Bagdad
- 1916 : Lights of New York (en)
- 1916 : The Primal Instinct
- 1916 : Would You Forgive Her?
- 1916 : The Bond of Blood
- 1916 : Captain Jinks Should Worry
- 1916 : The Harbor of Happiness
- 1916 : Captain Jinks' Hidden Treasure
- 1916 : Captain Jinks, the Cobbler
- 1916 : Captain Jinks' Getaway
- 1917 : Captain Jinks' Love Insurance
- 1917 : Captain Jinks' Partner
- 1917 : Captain Jinks' Stingy Spirit
- 1917 : Captain Jinks' Trial Balance
- 1917 : Captain Jinks' Better Half
- 1917 : Captain Jinks' Wife's Husband
- 1917 : Captain Jinks' Love Letters
- 1917 : Captain Jinks' Cure
- 1917 : Captain Jinks' Explosive Temper
- 1917 : Captain Jinks' Kids
- 1917 : Captain Jinks' Alibi
- 1917 : Captain Jinks, the Plumber
- 1917 : Captain Jinks' Great Expectations
- 1917 : An Amateur Orphan (en)
- 1917 : It Happened to Adele (en)
- 1919 : The Stormy Petrell

### comme acteur
- 1909 : His First Girl
- 1909 : Borrowed Clothes; or, Fine Feathers Make Fine Birds
- 1909 : The Power of the Press
- 1910 : Conscience
- 1910 : Convict No. 796
- 1910 : The Peacemaker
- 1910 : Her Mother's Wedding Gown
- 1910 : Captain Barnacle's Chaperone
- 1911 : The Wooing of Winifred : The Attorney
- 1911 : The Leading Lady
- 1911 : The Show Girl
- 1911 : The Sleep Walker
- 1911 : She Came, She Saw, She Conquered
- 1911 : Two Wolves and a Lamb
- 1911 : For Love and Glory
- 1911 : The Second Honeymoon : An Older Husband
- 1911 : Wages of War
- 1911 : My Old Dutch
- 1911 : A Friendly Marriage
- 1911 : A Western Heroine
- 1911 : Captain Barnacle, Diplomat : Captain Barnacle
- 1911 : An Innocent Burglar
- 1911 : His Wife's Secret
- 1911 : Love at Gloucester Port
- 1911 : Some Good in All (en) : A Blackmailer
- 1912 : A Romance of Wall Street
- 1912 : Captain Barnacle's Messmates : Captain Barnacle
- 1912 : For the Honor of the Family
- 1912 : The First Violin : An Old Musician
- 1912 : The Law or the Lady : A Political Exponent
- 1912 : Winning Is Losing
- 1912 : The Diamond Brooch
- 1912 : Mrs. 'Enry 'Awkins : An Old Man
- 1912 : The Old Silver Watch : The Children's Stepfather
- 1912 : Nemesis! : A Degenerate
- 1912 : The Jocular Winds of Fate : Heinrich Humph, a Brewer
- 1912 : Counsel for the Defense : A Rich Industrialist
- 1912 : The Old Kent Road : Bill Simmonds
- 1912 : Dr. LaFleur's Theory : A Hardened Criminal
- 1912 : The Spider's Web : A Swindler
- 1912 : Their Golden Anniversary : Mr. Jones
- 1912 : Lulu's Doctor : Ben March
- 1912 : On the Pupil of His Eye : The Butler
- 1912 : The Foster Child : Mr. Kasper
- 1912 : Conscience
- 1912 : The Adventure of the Thumb Print : Mr. Harrison
- 1912 : The Adventure of the Retired Army Colonel : The Retired Army Colonel
- 1912 : Flirt or Heroine
- 1912 : Captain Barnacle's Legacy : Captain Barnacle
- 1912 : Captain Barnacle's Waif : Captain Barnacle
- 1912 : Mrs. Lirriper's Lodgers : Maj. Jackman
- 1912 : Captain Barnacle, Reformer : Captain Barnacle
- 1912 : Lord Browning and Cinderella
- 1912 : O'Hara, Squatter and Philosopher : O'Hara
- 1912 : Ida's Christmas : Mr. Jones
- 1913 : O'Hara Helps Cupid : O'Hara
- 1913 : Tim Grogan's Foundling : Tim Grogan
- 1913 : O'Hara's Godchild : Jones O'Hara
- 1913 : The Mouse and the Lion : Bill Hanks, Gangster Chief
- 1913 : The Modern Prodigal : Mr. Gray, a Banker
- 1913 : Wanted, a Strong Hand : Mr. Bahr
- 1913 : O'Hara and the Youthful Prodigal : O'Hara
- 1913 : A Modern Psyche : Mr. Harman
- 1913 : The Silver Cigarette Case : Rita's Father
- 1913 : O'Hara as a Guardian Angel : O'Hara
- 1913 : An Old Man's Love Story : James Greythorne
- 1913 : Dr. Crathern's Experiment
- 1913 : Better Days : A Vagabond
- 1913 : The Kiss of Retribution
- 1913 : Under the Daisies; or, As a Tale That Is Told : Viola's Father
- 1913 : The Doctor's Secret (en)
- 1913 : Father's Hatband : Father
- 1913 : An Elopement at Home
- 1913 : Fanny's Conspiracy
- 1914 : The Salvation of Kathleen
- 1914 : Officer John Donovan
- 1914 : The Vavasour Ball
- 1914 : Sawdust and Salome : John Grey
- 1914 : His Little Page
- 1914 : The Sacrifice of Kathleen
- 1914 : Old Reliable
- 1914 : A Helpful Sisterhood : Mr. Vardon
- 1914 : Cupid Versus Money
- 1914 : Miser Murray's Wedding Present
- 1914 : The Right of Way
- 1914 : A Wayward Daughter
- 1914 : Fogg's Millions
- 1914 : Memories in Men's Souls
- 1914 : Politics and the Press
- 1914 : The Loan Shark King
- 1914 : The Peacemaker
- 1914 : Under False Colors
- 1914 : Goodbye Summer
- 1914 : The Curing of Myra May
- 1914 : Sunshine and Shadows
- 1914 : A Question of Clothes
- 1915 : A Daughter of Israel : Israel Levi
- 1915 : The Evil Men Do
- 1915 : The Barrier of Faith : Jacob Aarons
- 1915 : A Daughter's Strange Inheritance
- 1915 : Janet of the Chorus
- 1915 : Elsa's Brother
- 1915 : A Pillar of Flame
- 1915 : The Criminal
- 1915 : The Romance of a Handkerchief
- 1915 : Dorothy
- 1915 : The Gods Redeem
- 1915 : Saints and Sinners
- 1915 : A Question of Right or Wrong : Jason Caldner
- 1916 : Tried for His Own Murder
- 1916 : The Road of Many Turnings
- 1916 : A Caliph of the New Bagdad
- 1916 : The Primal Instinct
- 1916 : Would You Forgive Her?
- 1916 : The Bond of Blood
- 1919 : The Stormy Petrell
- 1919 : The Moonshine Trail de J. Stuart Blackton : The Shadow
- 1920 : The Fortune Hunter (en) de Tom Terriss : Sam Graham
- 1920 : The Sea Rider (en) d'Edwin L. Hollywood : Captain Halcomb
- 1920 : What Women Want (en) de George Archainbaud : William Holliday Sr.
- 1921 : The Son of Wallingford (en) de George Randolph Chester et Lillian Josephine Chester : Henry Beegoode
- 1921 : The Passionate Pilgrim (en) de Robert G. Vignola : Hitt
- 1921 : Straight Is the Way (en) de Robert G. Vignola : Const. Whipple
- 1921 : The Crimson Cross de George Everett : Richard Gromley
- 1921 : A Midnight Bell (en) de Charles Ray: Abner Grey